# Яхонтов, Николай Георгиевич
Никола́й Гео́ргиевич Я́хонтов (12 мая 1927, с. Грязцы, Ливенского района, Орловская область — 27 марта 2014) — советский государственный деятель, председатель Липецкого горисполкома (1967—1979).

## Биография
Родился в селе Грязцы ныне Ливенского района Орловской области в крестьянской семье. В 1930-х вместе с семьёй переезжает в Липецк. В 1947 закончил Липецкий горно-металлургический техникум. До 1962 работал на металлургическом заводе «Свободный сокол». В том же году закончил Московскую высшую заочную школу профдвижения.
В 1962 году переведён на партийно-хозяйственную работу. Работал вторым секретарём Липецкого горкома КПСС (1962—1967), председателем исполкома Липецкого городского Совета (1967—1979).
В июне 2004 за большой вклад в развитие города Липецка решением сессии городского Совета депутатов Н. Г. Яхонтову было присвоено звание «Почётный гражданин города Липецка». В 2007 году награждён знаком отличия «За заслуги перед Липецкой областью».
Похоронен на Городском кладбище в Липецке.

## Награды
- Орден Трудового Красного Знамени (дважды)
- Орден «Знак Почёта»
- медали

## Источник
- Липецкая энциклопедия. — Т. 3.